# Mühlriegel
Le Mühlriegel est une montagne culminant à 1 079 mètres d'altitude dans le massif de la forêt de Bohême.
Il est le sommet le plus à l'ouest de la crête d'Arber, qui s'étend jusqu'au Großer Arber.
Sur le sommet rocheux se trouvent un refuge et une grande croix sommitale. La vue s'étend du Kaitersberg, la vallée du Zeller avec le village d'Arnbruck jusqu'au Großer Arber. Des sentiers de randonnée mènent au Mühlriegel, y compris le sentier européen E6, qui vient du Großer Riedelstein par l'Ecker Sattel et suit toujours la crête jusqu'à l'Arber.
Le sommet du Mühlriegel se trouve à la frontière municipale entre Arrach et Arnbruck, également à la frontière entre les arrondissements de Cham dans le district du Haut-Palatinat et de Regen dans le district de Basse-Bavière.